# Канал-402
Канал 402  —  перша приватна телекомпанія Івано-Франківська, що з'явилася в ефірі ще у 1990 році. Власне мовлення з 1 липня 1991 року раніше називались «40-й канал» (нині «Каналу-402»). з 2012 року канал відновив своє мовлення у кабельних мережах міста.

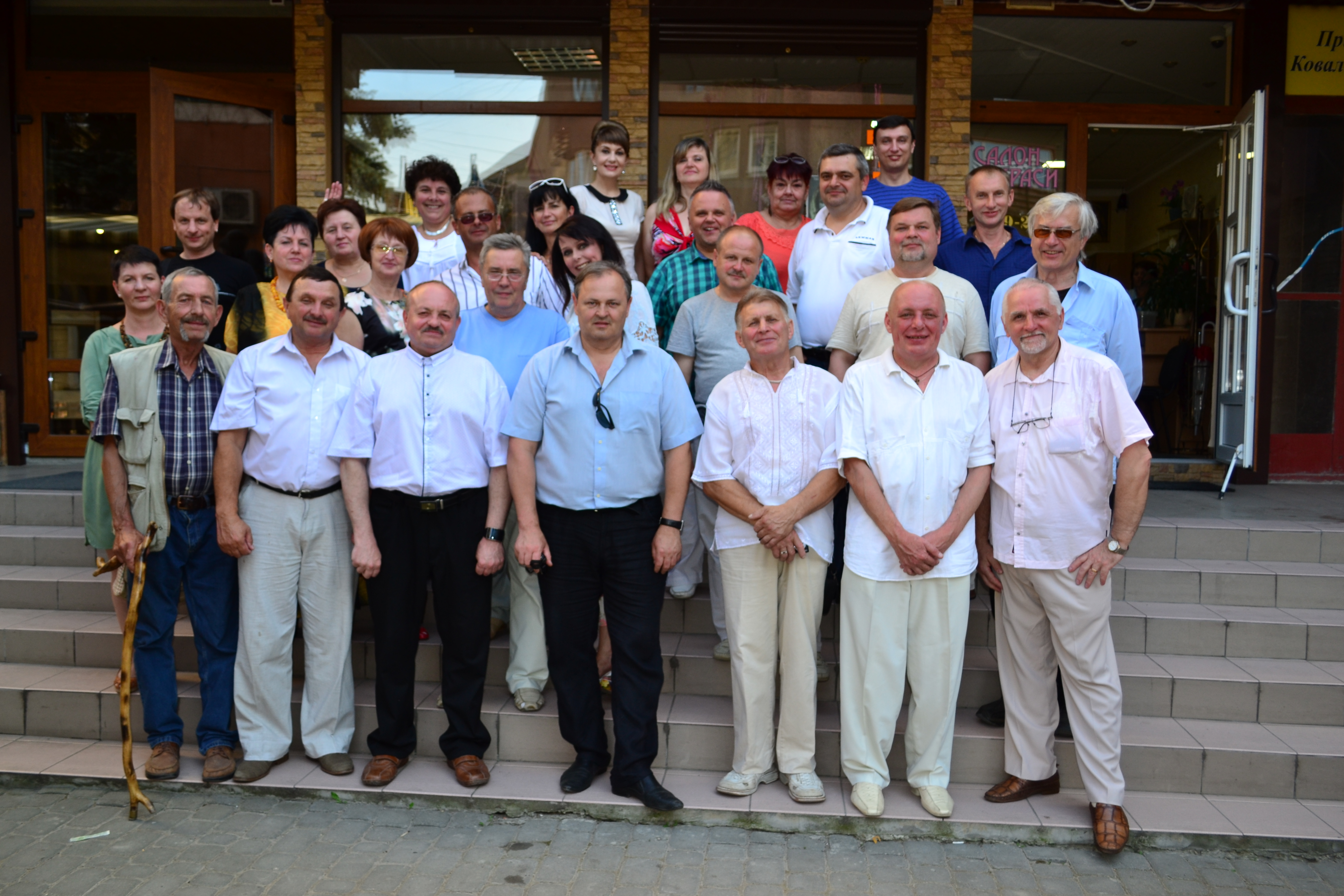
Зустріч працівників телебачення "Канал 402". 25 років з дня виходу в ефір. 1 липня 2016 року.

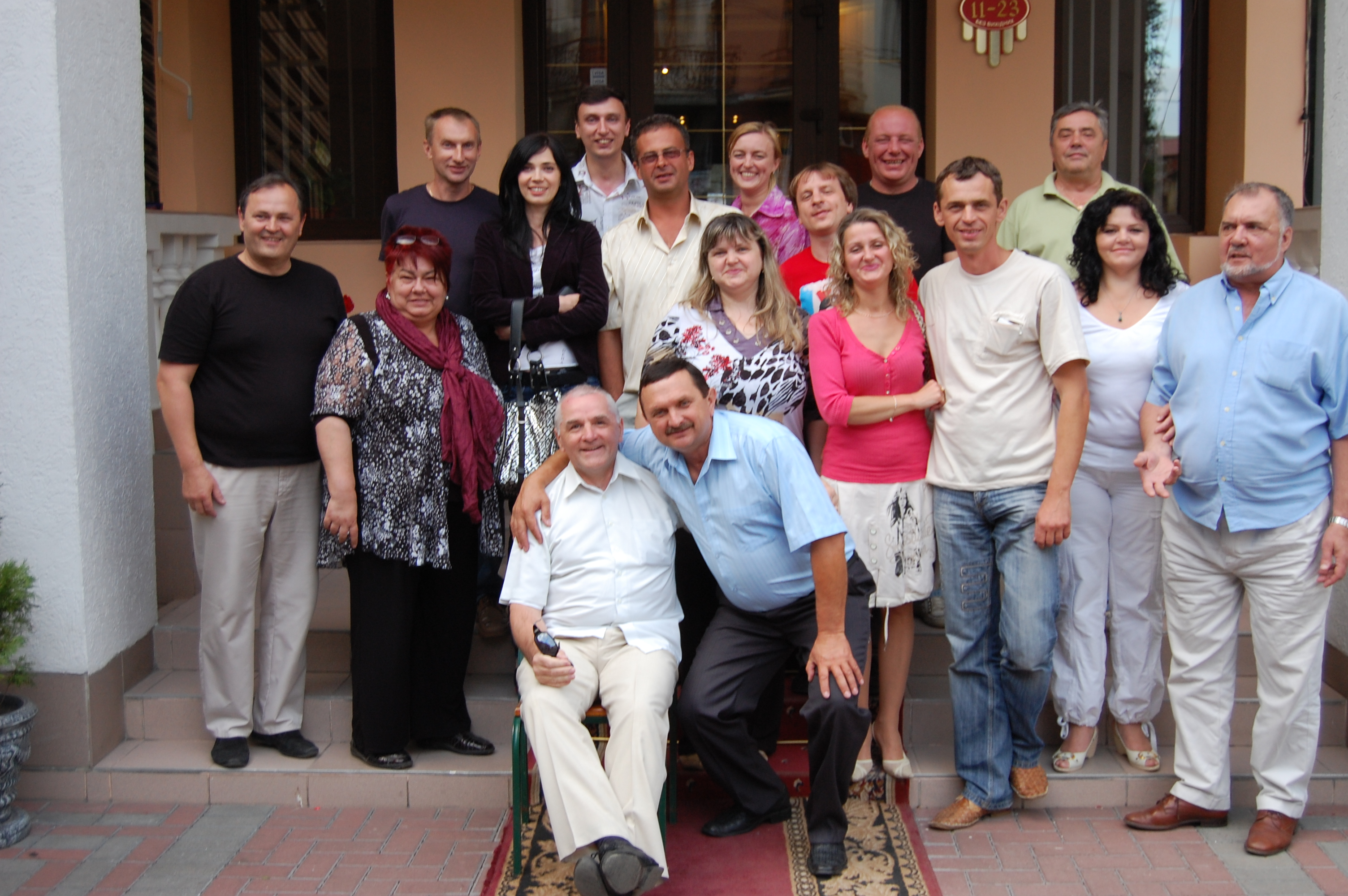
Зустріч працівників ТБ Канал-402 до 20-річчя з дня створення. Пегас. 27 червня 2011 року.

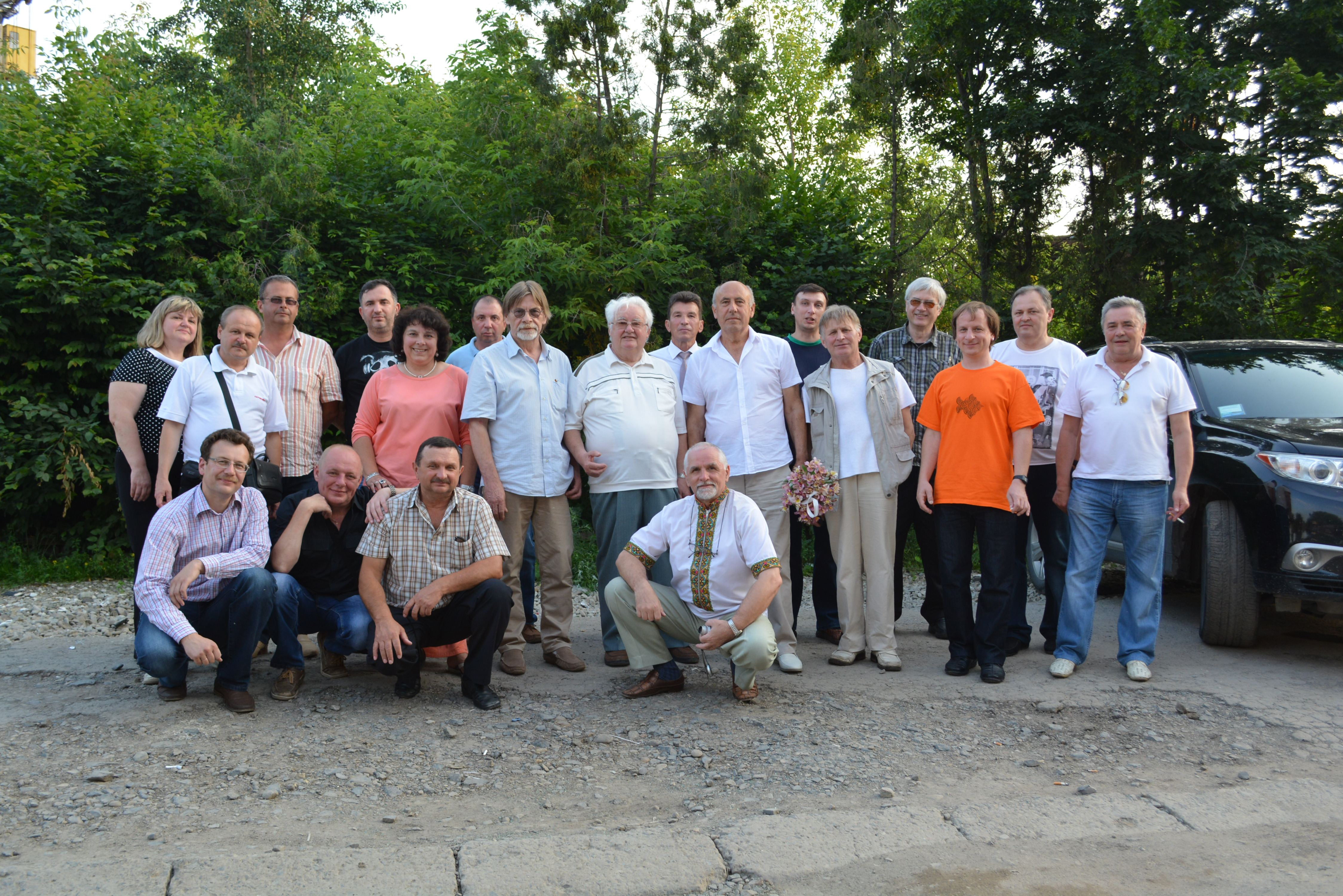
Зустріч журналістів ТБ "Канал-402". 1 липня 2015 року (24 річниця з дня заснування телерадіокомпанії).

## Історія заснування
Перша на Прикарпатті Івано-Франківська приватна телерадіокомпанія з своїм каналом мовлення "КАНАЛ-402", (нині ТОВАРИСТВО З ОБМЕЖЕНОЮ ВІДПОВІДАЛЬНІСТЮ «ІВАНО-ФРАНКІВСЬКА ТЕЛЕРАДІОКОМПАНІЯ „КАНАЛ-402“»), розпочала свою роботу у 1990 році, а юридично організація ТОВ "ТРК "КАНАЛ-402" зареєстрована 11.08.1993 року. Директором організації є Данильців Ігор Мирославович.
Перший вихід в ефір датується 1 липня 1991 року. Спочатку телекомпанія працювала під назвою "40 Канал" на 40-му ДМВ-каналі. 
Телекомпанія щоденно транслювала "Новини краю", "Факти, події, коментарі", "Актуальне Інтерв'ю", "Малятам на добру ніч". Згодом на телеканалі з'явились авторські програми "Сова" Мирослава Бойчука , , , "Місто", "Станіславський хіт-парад", "Муніципальні проблеми", "Міс Телешанс", "Спортивний тиждень" та "На кухні" з Олександрою Лісконог.
На цьому телебаченні також працювали Лідія Ідак, Ірина Кравець, Лариса Сакулич, Світлана Клебан, Світлана Писарєва, Марта Франкевич, Віталій Усков, Володимир Говера, Лілія Гаврильчук, Ігор Маслов, Мирослава Балабан, Галина Кравчук, Ігор Кравченко, Надія Решітник, Христина Башак, Людмила Гойсан, Павло Халак, Сергій Закамський, Слава Угринчук, Лариса Фреїшин, телеведучі Ярослав Гнесь, Тамара Павленко, Ірина Макацарія, Ірина Мазурук, Лілія Боднарчук, Олена Фроляк,  журналісти Роман Фабрика, Роман Боднарчук, Володимир Черняк, Ярослав Гуменюк, Михайло Маланюк, Анатолій Василишин, Мирослав Бойчук, Іван Вовк, Сергій Глянцев, Ігор Бойчук, Володимир Калюкін, Наталія Драган, Володимир Калин, Віра Карайчева, Наталія Катеринчук, Богдан Попадинець, оператори Михайло Кіт, Богдан Тютюнник, Остап Трощук, Зіновій Афтанас, Олексій Квашин, Михайло Яремчук, Маркіян Харук, Ігор та Ольга Остапович, Руслан Тимошенко, Андрій Волощук, Любомир Ботюк, . Головним режисером був Петро Кришталович, випускові Іван Ципердюк, Андрій Стрільців.
Згодом Телекомпанія транслює свої програми на 2-му метровому каналі і змінює назву на "КАНАЛ-402" - під цим логотипом телекомпанія транслює свої програми по сьогоднішній день.